# Chenevelles
 Chenevelles  es una población y comuna francesa en la región de Poitou-Charentes, departamento de Vienne, en el distrito de Châtellerault y cantón de Pleumartin.

## Demografía
| 556 | 498 | 417 | 394 | 393 | 406 |
| Para los censos de 1962 a 1999 la población legal corresponde a la población sin duplicidades (Fuente: INSEE [Consultar]) |     |     |     |     |     |